# Turngemeinde Dörnigheim
Die Turngemeinde 1882 e.V. Dörnigheim (kurz: Turngemeinde Dörnigheim, TG Dörnigheim oder TGD) ist der mitgliederstärkste Sportverein der Stadt Maintal. Der Verein wurde 1882 gegründet. Für sportliche Erfolge über Hessen hinaus ist heutzutage vor allem die Fechtabteilung bekannt.

## Geschichte
Die TG Dörnigheim wurde am 3. Mai 1882 als Turnverein von 1882 gegründet, nachdem einige turnbegeisterte Dörnigheimer die erste Satzung beim königlichen Landratsamt in Hanau genehmigen ließen.
1892 entstand ein zweiter Turnverein in Dörnigheim, die Turngesellschaft. 1923 kam es zur Fusion der beiden Vereine zur heutigen Turngemeinde 1882. In dieser Zeit wurden wichtige Abteilungen gegründet, wie 1922 das Frauenturnen und 1925 die Handballabteilung.
1932 schloss sich der im Jahr 1880 gegründete Gesangverein Germania der Turngemeinde an, die ihr 50-jähriges Jubiläum feierte. Der Verein nutzte damals regelmäßig die Gaststätten „Zur Mainlust“ und „Zum Schiffchen“ als Vereinslokale.
In der Zeit des Nationalsozialismus kam es im Zuge der staatlich geplanten Gleichschaltung zu Zusammenschlüssen mit weiteren Dörnigheimer Vereinen, die aber nur von kurzer Dauer waren.
Nach dem Zweiten Weltkrieg untersagte der Alliierte Kontrollrat zunächst jede Vereinstätigkeit. Eine Sportgemeinschaft aller Dörnigheimer Vereine wurde gegründet, die 1948/1949 aufgelöst wurde, woraufhin die Turngemeinde ihre Aktivitäten wieder aufnahm.
1957 feierte der Verein sein 75-jähriges Bestehen, im Rahmen dessen ein Gauturnfest in Dörnigheim stattfand. Der Erlös dieser Veranstaltung floss in den Bau einer vereinseigenen Turnhalle, die 1959 eingeweiht wurde. Ab 1958 kamen neue Abteilungen wie Tischtennis hinzu. Auch das Vereinsleben entwickelte sich weiter, und 1962 wurde die mit der Turnhalle integrierte Gaststätte als Vereinsheim errichtet. 1965/1966 wurde die Fechtabteilung für Kinder und Jugendliche gegründet, die bereits kurz nach ihrer Gründung erste Erfolge feiern konnte.

## Sportangebote
Die TG Dörnigheim bietet eine Vielzahl von Sportarten an, wobei einige in Zusammenarbeit mit anderen Vereinen in Maintal organisiert werden:
- Turnen: Ursprünglich gegründet als Turnverein, bleibt das Turnen ein zentraler Bestandteil des Sportprogramms.
- Handball: Die Handballabteilung, gegründet 1925, kooperiert heute mit der Freien Turnerschaft 06 e.V. Dörnigheim und der Turnerschaft 1886 Bischofsheim e.V. in der HSG Maintal.
- Chor: Der Chor entstand 1932 durch den Eintritt des Gesangvereins Germania.
- Tischtennis: Diese Abteilung wurde 1958 ins Leben gerufen.
- Fechten: Seit der Gründung 1965/1966 hat die Abteilung auf Landes- und Bundesebene zahlreiche Meisterschaften errungen und zählt zu den erfolgreichsten im Verein.
- Gymnastik: Die Abteilung entstand um 1970 aus der Turnabteilung und gewann Titel auf Landes- und Bundesebene.
- Tennis: Eine Tennisabteilung entstand aus begeisterten Tennisspielern der Tischtennisabteilung. Sie wird in Gemeinschaft mit der Freien Turnerschaft 06 e.V. Dörnigheim angeboten.
- Weitere Angebote umfassen Tauchen, Volleyball und verschiedene Gesundheits- und Fitnessprogramme.

## Vereinsleben und Veranstaltungen
Die TG Dörnigheim veranstaltet regelmäßig Wettkämpfe der jeweiligen Sportverbände, Vereinsfeste und gesellschaftliche Veranstaltungen wie Liederabende. Die Sporthalle, die 1959 eröffnet wurde, dient als zentrales Vereinszentrum für viele sportliche und kulturelle Aktivitäten. Die angeschlossene Vereinsgaststätte bietet ein geschätztes Angebot für Sportler und jedermann.
Neben den sportlichen Aktivitäten gibt es auch Events wie die jährliche Übernachtung der Turnabteilung, die den Zusammenhalt fördern.

## Sportanlagen
Mit der 1959 eingeweihten Turnhalle und den 1966 fertiggestellten Kegelbahnen verfügt der Verein über eigene Sportanlagen. Der Verein legt besonderen Wert auf den Ausbau und die Modernisierung seiner Gebäude. In der 1980 errichteten städtischen Maintalhalle steht der Fechtabteilung eine separate Fechthalle zur Verfügung. Die Tennisgemeinschaft hat eigene Einrichtungen in der städtischen Sportanlage an der Dicken Buche. Daneben nutzt der Verein Sporthallen der Stadt Maintal und der Schulen in Maintal.

## Erfolge und Besonderheiten
Die Fechtabteilung ist ein sportliches Aushängeschild der TG Dörnigheim. Bereits in den ersten Jahren nach ihrer Gründung 1965/1966 verzeichnete die Abteilung Erfolge auf Landes- und Bundesebene. In der aktuellen Saison 2024/2025 fechten die Herren im Florett in Einzel und Mannschaft um die Deutsche Meisterschaft im Rahmen von Die Finals – Dresden 2025.
Auch im Handball und in Rhythmischer Sportgymnastik konnte der Verein in der Vergangenheit überregionale Erfolge erzielen.

## Soziale Verantwortung und Jugendarbeit
Die TG Dörnigheim engagiert sich stark in der Jugendarbeit und bietet Programme für verschiedene Altersgruppen an. Inklusion und Sportangebote für ältere Menschen sind ein fester Bestandteil des Programms. Seit September 2019 gibt es auch inklusive Turnangebote für Kinder mit und ohne Behinderung. Zurzeit gibt es zwei inklusive Turngruppen die regelmäßig stattfinden. 